# Langues shirongoles
Les langues shirongoles, langues shirongoliques ou langues mongoles du Sud-Est (ou, plus rarement, langues dolot) sont un sous-groupe des langues mongoles au sein des langues mongoles méridionales. Elles sont parlées dans les provinces du Gansu et du Qinghai, en Chine.

## Histoire
Il est possible que le proto-shirongol et le yugur oriental se soient séparés entre le XIVe siècle et le XVIe siècle. Les langues shirongoles se seraient séparées au XVIe siècle. Depuis, elles reculent face au mandarin.

## Caractéristiques linguistiques
Contrairement aux langues mongoles centrales et au moghol, les langues mongoles méridionales (dont le shirongol) et le daur ne sont pas synharmoniques selon Janhunen. Ces langues ont été fortement influencées par le mandarin et les langues tibétiques. Comme toutes les langues mongoles, leur typologie syntaxique est SOV, elle sont agglutinantes et utilisent l'harmonie vocalique.

## Classification interne
Les langues shirongoles regroupent les langues bonan, dongxiang, kangjia et monguor. Glottolog sépare les dialectes mongghuer et mongghul en deux langues distinctes et propose les regroupements baoanique et monguorique. Les dialectes sont indiqués en italique.
- langues shirongoles
  - langues baoaniques
    - bonan
      - jishishan
      - tongren
      - wutun (langue mixte mandarin - bonan)[9]

    - dongxiang/santa
      - sijiaji
      - suonanba
      - wangjiaji
      - tangwang (langue mixte mandarin - dongxiang)[10]

    - kangjia

  - monguor/langues monguoriques (ou tu)
    - mongghuer
    - mongghul

Ethnologue n'utilise pas ce regroupement. À la place, il groupe les langues mongoles méridionales ensemble dans un groupe "mongour".
- langues mongour
  - bonan [peh]
  - dongxiang [sce]
  - kangjia [kxs]
  - tu [mjg]
  - yugur oriental [yuy]